# Odontopsammodius chipiririi
Odontopsammodius chipiririi är en skalbaggsart som beskrevs av Cartwright 1955. Odontopsammodius chipiririi ingår i släktet Odontopsammodius och familjen Aphodiidae. Inga underarter finns listade i Catalogue of Life.